# 血腥死亡营4
《血腥死亡营4》（英語：Sleepaway Camp IV: The Survivor）是《血腥死亡营》電影系列的第五部（按時間順序是第四部）。這部電影最初是在1992年製作的，2012年加上前三部電影的片段剪辑完成，发行了独立的DVD。

## 剧情
1993年，在第三部电影的四年之后，艾莉森·钱伯斯被可怕的噩梦所困扰，总是梦到自己回到一个营地。由于强迫性心理障碍，她无法回忆起实际发生的事情，于是寻求心理医生的帮助，以克服她的失眠。
经过多次访问和催眠，艾莉森的心理医生告诉她，她似乎是十多年前发生的营地大屠杀的幸存者。她对这一判断并不相信，心理医生便建议她回到现场呆一个下午，希望她看到犯罪现场就会记起并克服这一切。
怀疑之余，艾莉森出发前往她参加过但从不记得的营地。当她到达目的地时，她发现营地已经关闭并被遗弃，这块土地现在归政府所有。她回忆起前三部电影中发生的事件。这些镜头播放时配有艾莉森的旁白，对安杰拉进行了各方面的介绍，例如她怕水。艾莉森的心理医生刘易斯告诉她要见护林员杰克。护林员想要与她发生性关系，但艾莉森认为事情发展得太快，于是跑开了。护林员在树林里追赶她。艾莉森跑不动，停了下来。她被猎人尤金發现，尤金因害怕而差点向她开枪。后来，她拿着猎人的枪去找护林员，威胁说如果他不离她远点，就杀了他。然后，她回到猎人身边，向他开枪。在下一个场景中，艾莉森拿着一把刀站在阳光下。护林员走近她，但她转过身来，她拿着刀靠近他，画面定住。然后，镜头切到一间小屋，在那里可以看到猎人和护林员腐烂的尸体。

## 制作
拍攝於1992年10月在新澤西州奧克蘭的塔馬拉克營地開始。然而，電影的製作公司Double Helix Films在此期間破產，導致製作停擺，關閉前拍攝了大約34分鐘的鏡頭，還製作了預告片。2002年，从第一天开始拍攝的所有鏡頭独家收录在百思买红十字版《血腥死亡营》生存套装（Sleepaway Camp Survival Kit）一区DVD的第四張光盤中。生存套装有2個版本，只有百思买版本有第四張光盤。這兩個版本現已絕版，4碟版是最稀有的。十年後，官方電影版終於由Retrosploitation通过CreateSpace和亞馬遜發行。最終版本由電影製片人達斯汀·弗格森剪輯，由SleepawayCampFilms.com的約翰·克萊扎製作。

## 发行
2010年11月，《瘋哥利牙》雜誌正式宣布電影完成。最終版本时长为70多分鐘，於2012年3月23日以DVD形式发行。可在CreateSpace和亞馬遜購買。